# Hybomitra pechumani
Hybomitra pechumani är en tvåvingeart som beskrevs av Teskey och Thomas 1979. Hybomitra pechumani ingår i släktet Hybomitra och familjen bromsar. Inga underarter finns listade i Catalogue of Life.